# Держановка (Житомирская область)
Держановка (укр. Держанівка) — село на Украине, основано в 1840 году, находится в Олевском районе Житомирской области.
Код КОАТУУ — 1824486402. Население по переписи 2001 года составляет 57 человек. Почтовый индекс — 11041. Телефонный код — 4135. Занимает площадь 0,35 км².

## Адрес местного совета
11041, Житомирская область, Олевский р-н, с. Столпинка, ул. Ленина, 32